# Вусач-меґоп
Megopis, Audinet-Serville, 1832 — рід жуків з родини Скрипунові. Види роду типово розповсюджені у Східній Африці і островах західної частини Індійського океану (Маврикій, Коморські острови, Мадаґаскар та ін.).

## Систематика
Рід Megopis у низці таксономічних праць розглядається у ранзі підроду сестринського до Aegosoma. Їх часто об'єднують у один рід у якості підродів. Багато сучасних авторів і Megopis, і Aegosoma виокремлюють у самостійні роди. Єдиного бачення систематичного положення Megopis і Aegosoma на сьогодні немає. 

## Молекулярна філогенія
Станом на 2025-й рік відсутні дані молекулярної філогенії, які б могли пролити світло на систематичне становисько Megopis і Aegosoma. Опубліковані на сьогодні відомості про повний міохондрієвий геном Megopis стосуються Aegosoma sinicum White, 1853.

## Розмаїття
До роду Megopis відносять такі види:
1. Megopis edgerleyi Vinson, 1962
2. Megopis hirticollis Komiya & Drumont, 2009
3. Megopis modesta (White, 1853)
4. Megopis mutica Audinet-Serville, 1832
5. Megopis vinsoni Quentin & Villiers, 1975